# Certificado de reducción de emisiones

Certificados de reducción de emisiones (CER) por país de origen. Octubre 2012

Los certificados de reducción de emisiones (traducción más empleada del inglés Certified Emission Reduction, que estrictamente se traduciría por reducción certificada de emisiones) son un tipo de unidad de emisiones (o créditos de carbono) emitido por el consejo ejecutivo del Mecanismo de desarrollo limpio (CDM por sus siglas en inglés). Se abrevian CER por sus siglas en inglés, que en español no llevan 's' para indicar el plural, ya que se indica con el artículo. Las reducciones para las que se emita un CER deben haberse conseguido a través de un proyecto CDM y verificado por una Entidad Operacional Designada  (DOE por sus siglas en inglés) bajo las reglas del Protocolo de Kioto.
Los CER pueden ser utilizados por los países del Anexo 1 de la Convención Marco de las Naciones Unidas sobre el Cambio Climático (UNFCCC por sus siglas en inglés) para cumplir con sus objetivos de limitación de emisiones, o por los operadores de instalaciones cubiertas por el Régimen de Comercio de Derechos de Emisión de la Unión Europea (UE ETS por sus siglas en inglés) para cumplir con sus obligaciones de remitir Permisos UE, CER o Unidades de Reducción de Emisiones (ERU por sus siglas en inglés) para las emisiones de CO2 de dichas instalaciones. Los CER pueden ser mantenidos por entidades gubernamentales y privadas en cuentas electrónicas con la ONU. 
Los CER pueden comprarse en un mercado primario (a la parte original que realiza la reducción) o en un mercado secundario (al que han llegado tras ser revendidos en otro mercado).
Actualmente, la mayoría de los CER aprobados constan únicamente en las cuentas de registro del CDM. Solamente puede monetizarse el valor del CER cuando se encuentra en la cuenta de un intermediario y se comercia. El Registro de Transacciones Internacionales de la UNFCCC ya ha validado y transferido CER a las cuentas de algunos registros climáticos nacionales, aunque los operadores europeos están esperando a que la Comisión Europea facilite la transferencia de sus unidades a los registros de sus Estados miembros.
Los CER temporales y los CER largos son tipos especiales de CER emitidos para proyectos de silvicultura. Son 2 maneras de computar la no permanencia en actividades forestales de proyectos CDM. El CER temporal, abreviadamente tCER, es un CER emitido para un proyecto de forestación o reforestación bajo el CDM que expira al final del periodo de compromiso que sigue a aquel durante el cual se emitió dicho tCER. Un CER largo, o CER a largo plazo, abreviadamente lCER, es un CER emitido para un proyecto de forestación o reforestación que expira al final de su periodo de acreditación.

Precios mensuales al contado de certificados de reducción de emisiones (CER) en 2012

En agosto de 2008 los precios para los CER eran de 20 dólares norteamericanos ($) por tonelada de CO2. En septiembre de 2012 se habían desplomado por debajo de los 5 $. Esto ocurrió en respuesta a la crisis de deuda de la eurozona, que redujo la actividad industrial, y a la asignación excesiva de permisos de emisión por el Régimen de Comercio de Derechos de Emisión de la Unión Europea. La revista The Economist describió el Mecanismo de Desarrollo Limpio como «un completo desastre fraguándose» y «necesitado de una revisión radical». El periódico The Guardian también informó sobre la tendencia a la baja prolongada en el precio de los CER, que habían pasado de intercambiarse a 20 $ (12,50 libras esterlinas, £) por tonelada antes de la crisis financiera global, a menos de 3 $. En octubre de 2012 los precios de los CER cayeron a un nuevo mínimo de 1,36 euros (€) por tonelada en los futuros para Europa del mercado ICE de Londres. En octubre de 2012 la publicación Point Carbon de la agencia de noticias Thomson Reuters calculó que la sobreoferta de unidades del Mecanismo de Desarrollo Limpio e Implantación Conjunta ascendería a 1 400 millones de unidades para el periodo hasta 2020. Point Carbon pronosticó que los precios de los CER caerían de 2 a 0,50 €. El 12 de diciembre de 2012 los precios alcanzaron otro récord negativo de 0,31 €.